# Ouzbékisation
L'ouzbékisation ou plus rarement uzbékisation (en ouzbek : uzbekchilik) est un terme donné à la politique d'assimilation culturelle et linguistique, depuis les dernières années de l'URSS (1985-1991) et la disparition de la République socialiste soviétique d'Ouzbékistan (1990), des minorités non-ouzbèkes de la nouvelle République d'Ouzbékistan.
Lors de la dislocation de l'URSS, la population de l'Ouzbékistan est composée principalement de turcophones (Ouzbeks, Kazakhs, Tatars…), de Slaves (Russes) et d'iranophones (Tadjiks). Des tensions interethniques entre Ouzbeks et non-Ouzbeks avaient déjà éclatées en mai-juin 1989 et la petite minorité meskhète fut notamment victime de pogroms.
Cette assimilation forcée touchera notamment les Tadjiks —considérés par les Ouzbeks comme des Turcs iranisés— qui feront l'objet d'une virulente campagne d'ouzbékisation (avec changement d'identité, voire de nom sur les passeports) très mal ressentie au Tadjikistan, où la minorité ouzbèke est beaucoup plus libre. En 1989-1990, des associations socioculturelles tadjikes protestant contre « l'ouzbékisation forcée » à Samarcande, à Boukhara, dans la vallée de Ferghana, exigeront l'octroi du statut de Tadjiks pour ceux qui en avaient été privés, ainsi que la création d'écoles et de journaux en langue tadjike. Déjà sous la présidence de Charaf Rachidov, premier secrétaire du parti communiste de la RSS d'Ouzbékistan de 1959 à 1983, la quasi-totalité des écoles en langue tadjike situées sur le territoire de l'Ouzbékistan, en particulier à Samarcande et Boukhara, avaient été supprimées, ainsi que l'École Normale tadjike de Samarcande.
La politique d'ouzbékisation menée par le président Islom Karimov provoquera également une diminution du nombre des cadres russes et la « dérussification » des toponymes. Elle se traduira aussi par les départs en masse des scientifiques d'origine non ouzbèke (notamment Russes, Arméniens, Allemands et Coréens) condamnés à des rôles subalternes, voire serviles.